# Họ Den
Họ Den (danh pháp khoa học: Tellinidae) là họ gồm các loài thân mềm hai mảnh vỏ nước mặn, thuộc bộ Veneroida. Chúng sống khá sâu trong lớp trầm tích mềm trong vùng biển nông và thở bằng vòi dài vươn tới bề mặt của trầm tích.

## Đặc điểm
Các loài thuộc họ Den có hình tròn hoặc hình bầu dục, vỏ kéo dài, khá phẳng. Hai mảnh vỏ được nối với nhau bằng một dây chằng lớn. Hai vòi rất dài, đôi khi gấp nhiều lần chiều dài vỏ.

## Một số chi
- Abranda Iredale, 1924
- Acorylus Olsson & Harbison, 1953
- Aenigmotellina Matsukuma, 1989
- Agnomyax Stewart, 1930
- Angulus Megerle von Mühlfeld, 1811
- Arcopagia Leach in Brown, 1827
- Bathytellina Kuroda & Habe, 1958
- Cadella Dall, Bartsch & Rehder, 1938
- Cyclotellina Wenz, 1923
- Cymatoica Dall, 1889
- Elliptotellina Cossmann, 1886
- Eurytellina P. Fischer, 1887
- Florimetis Olsson & Harbison, 1953
- Gastrana Schumacher, 1817
- Herouvalia Cossmann, 1892
- Laciolina Iredale, 1937
- Leporimetis Iredale, 1930
- Loxoglypta Dall, Bartsch & Rehder, 1938
- Macoma Leach, 1819
- Macomona Finlay, 1927
- Merisca Dall, 1900
- Moerella Benson, 1842
- Nitidotellina Scarlato, 1961
- Obtellina Iredale, 1929
- Omala Schumacher, 1817
- Peronaea Poli, 1791
- Pharaonella Lamy, 1918
- Phyllodina Dall, 1900
- Pristipagia Iredale, 1936
- Psammotreta Dall, 1900
- Pseudarcopagia Bertin, 1878
- Punipagia Iredale, 1930
- Quadrans Bertin, 1878
- Quidnipagus (Iredale, 1929)
- Scissula Dall, 1900
- Scissulina Dall, 1924
- Semelangulus Iredale, 1924
- Serratina Pallary, 1922
- Strigilla Turton, 1822
- Tellidora Mörch, 1856
- Tellina Linnaeus, 1758
- Tellinangulus Thiele, 1934
- Tellinella Mörch, 1853
- Tellinota Iredale, 1936
- Temnoconcha Dall, 1921